# 不登校情報センター
不登校情報センター（ふとうこうじょうほうセンター）は、東京都江戸川区に所在するNPO法人（特定非営利活動法人）。不登校・引きこもり・発達障害に関する、当事者・支援団体の情報提供を目的に設立し、不登校・引きこもり経験者の自立とその家族の相談を行うとしている。理事長は松田武己、訪問サポート部トカネット代表は藤原宏美。

## 沿革
- 1995年 - 東京都豊島区大塚に設立。
- 1996年 - 通信生・大検生の会を始める。最初の当事者の会（フリースペースの前身）。
- 1998年 - 不登校情報センター訪問サポート部トカネットを創設。
- 2000年 - 不登校・ひきこもりの子どもと青年の間に文通を広げる目的で書店流通の定期刊雑誌『ひきコミ』（Hiki Com'i）を発行（子どもと教育社・刊）。
- 2001年 - 第一高等学院旧・新小岩校の使用を提案され、東京都葛飾区新小岩に移転。
- 2002年 - 当事者のなかに仕事体験活動をするあゆみ仕事クラブ[1](後にあゆみ仕事企画[2]、在宅ワーク･居場所ワーク[3]へとつながる)が生まれる。
- 2004年 - 不登校情報センターの公式ホームページを確立。情報提供をウェブページに移す。
- 2005年 - 第一高等学院校舎の使用終了・隣地に移転。東京都よりNPO法人の認証を受け、書店流通から撤退しステープラーで製本していた『ひきコミ』をNPO会報とする。東京都杉並区内のフリースクールと共同による不登校・中退生の進路相談会を開始する。
- 2006年 - 第1回創作展（太田勝己個展「青の時空」）を東京都中央区の小坂クリニックで開催。
- 2007年 - ホームページによる情報提供で読売プルデンシャル福祉文化賞奨励賞[4]を受賞。ホームページ制作を分野別チームに発展させる。
- 2009年 - 第3回創作展を東京聖栄大学で開催。
- 2010年 - 公式ウェブサイトの作成にWiki導入を開始。
- 2012年 - 読者・投稿者減、ページ数減、発行間隔の不規則化で退潮傾向にあった『ひきコミ』の不定期刊化を正式発表[5]。同年末、親の会会報をNPO新会報とし、従前の『ひきコミ』コンテンツの大半をウェブサイトへ移行し「印刷版」を廃刊。
- 2013年 - 事務所を葛飾区新小岩から江戸川区平井に移転。
- 2016年　ＮＰＯ法人を解散

## 活動内容

### 支援団体の情報収集と情報提供
- 不登校・ひきこもり・発達障害のイベント（講演会、研修会、学校説明会などの催し物）
- 学校･相談機関･支援団体などを分野別･種類別にまた都道府県別･市区町村別に紹介するページにまとめる。

（全日制高校、定時制高校、通信制高校、高等専修学校、技能連携校、通信制サポート校、高卒認定予備校、フリースクール、適応指導教室、夜間中学校、在外教育施設、全寮制高校、通信制大学、海外高校留学、家庭教師、メンタル相談、親の会ネットワーク、 自立支援・就業支援）。
- 関係する公共機関（児童相談所、保健所、精神保健福祉センター、家庭裁判所、家庭児童相談室）。
- 発達障害・いじめ・虐待の対応先リスト
- Wikipediaに学校･支援団体を紹介[7]

### 不登校・引きこもりの相談と進路相談会
通常の相談活動を除く定例の相談会として、東京都杉並区社会教育センターの協力と区内フリースクールにより、毎年春秋の2回開催している。また名古屋の木村登校拒否相談室と協力し年10回程度、愛知県周辺で開催している。

### 当事者のフリースペース・ワークスペース
不登校・引きこもり経験者の対人関係づくりを目標とするフリースペースを設けている。ワークスペースでは支援団体などの情報提供を当事者がウェブページの作成作業、そのための情報収集などの事務作業をしている。
公式ホームページにおいて「このサイトは引きこもり等の経験者という素人グループが制作しています」としているが、ウェブページの大部分は素人レベルの技術とは言い難い「ウィキやWordPressなどのコンテンツ管理システム (CMS) の独自導入と運用」により制作・管理されている（よって、正確な表現は「素人グループが制作している」ではなく「素人を含むグループが制作している」である。詳細は後述）。

また、ウェブサイトの収益化に積極的であり、有料バナー広告枠を独自に販売し、さらにクリック報酬型広告（Google AdSense）を多くのページの複数個所に掲載し「（その収益が）ほぼ予定レベルに到達」しているにもかかわらず「情報センターとしての収入が追いつかず合計100万円程度の未払いが発生している」としている、不登校・引きこもり経験者ゆえの社会経験の乏しさ、自己肯定感の欠乏による権利意識の低さ、家族が養ってくれるため自身の稼ぎへの無関心、家庭外に「居場所」を失う恐怖感なども重なり賃金未払いを不問に付しやすい下地となっている。
「フリースペース・ワークスペース」という併記表現が多い事からも、「どこまでが労働か、そうでないか」の線引きが曖昧であり。
なお、CMSによるウェブサイトを「チームにより分担して」制作する事は、作業の上流に相当するCMSの独自導入・カスタマイズ・メンテナンス作業はプログラミングレベルであるが、末端の作業者はhtml・CSSよりも簡単にウェブページが作成できる反面、日本語入力と他所では応用が利かない記号入力で作業が占められるので単純作業の域を出ない。
同センターではWiki教室を開いているが、これは素人がウェブサイト制作の末端に同センター限定の即戦力として加わるためのものであり、素人がCMSの上流作業やプログラミングを習得しスキルアップを図れるものではない。
よって末端の作業者がスキルアップして就労に役立てたりする事が困難であるのと同時に、作業の上流にある者もスキルを生かしてキャリアアップしようにも絶対人数の少なさゆえ「他に代われる者がいない」等、残留を強制されなくても同調圧力が作用すれば意に反して同センターを抜け出しにくくなる可能性もある。
このように広告収入を得られるウェブサイトの作成・運営など、通所者に経済活動を行わせている反面、松田理事長は「今現在も「就業支援」をNPO法人の支援方法に加える条件はないし、それを望む通所者はいません。」と明言しており、「受けられる支援の表層」と「理事長の運営方針」が異なる。「経済的自立や一般企業での就労を目指す者」はミスマッチングを起こしかねないので留意する必要がある。

### 訪問サポート
引きこもりの当事者を中心に関東の広域に居住する10代から30代の人への訪問サポート活動。

### 文通の仲介と『ひきコミ』WEB版の運営
引きこもり状態にある人たちの交流を目的とする文通を仲介。ただし、文通トラブルに関しては、一般雑誌の文通仲介コーナーと同等の対応が見られた（あくまで一般社会人の当事者間の問題として扱い、仲介者による特別な介入・ケアはしていない）。

### 創作展とあゆみ書店
不登校・引きこもりの経験者等の創作作品（文芸・イラスト・小物など）を会場を借りて展示・販売する。ウェブサイト上での販売拠点が「あゆみ書店」である。
著作者が販売・商品化を希望しない「創作展」への出品物や、会報『ひきコミ』の掲載作品が、著作者の知らぬ間に商品化・冊子化され、著作者の許諾を得ないまま「創作展」や、かつての「あゆみ雑貨・書店」で販売されるトラブルが起きた事がある。販売委託に付随した契約の締結・履行及び販売の管理は杜撰であり、理事長もそれを認めている。これに関連して作者が自力で開設したHPを当初、不登校情報センターの制作によるものとネット上で紹介し、作者の抗議を受け削除したこともあった。